# Творильне
Творильне (пол. Tworylne) — зникле українське село на території гміни Чорна Бещадського повіту Підкарпатського воєводства Республіки Польща на лівому березі Сяну.

## Назва
У ході кампанії ліквідації українських назв село в 1977—1981 рр. називалось Слонечна (пол. Słoneczna).

## Історія
Задокументоване в 1456 року як село на волоському праві у власності Кмітів. До 1772 р. село знаходилося в Сяноцькій землі Руського воєводства.  
У 1772-1918 рр. село було у складі Австро-Угорської монархії, у провінції Королівство Галичини та Володимирії. З 1867 р. село входило до Ліського повіту.
У 1919-1939 рр. входило до Ліського повіту Львівського воєводства (у 1934-1939 рр. — ґміна Затварниця). У 1921 році село налічувало 119 будинків і 721 мешканець (691 визнання греко-католицького, 30 осіб визнання дюейського). Також був фільварок родини Ленцьких. 
У 1939 році в селі проживало 960 мешканців, з них 900 українців-грекокатоликів, 30 євреїв і 30 циган. В 1939 р. через село пролягав кордон між Німеччиною та СРСР. В селі знаходилась німецька прикордонна застава, рештки якої можна сьогодні побачити.
В 1947 році в рамках операції Вісла відділами Війська Польського село було повністю спалене на очах місцевих жителів і за годину всі жителі насильно виселені в Ольштинське (тепер — Вармінсько-Мазурське) воєводство. 

## Церква
З 1526 року відомо про існування церкви. Окрема греко-католицька парафія, що існувала у Творильному була згодом з'єднана із парафією у Вовковиї. На кадастровому плані за 1852 рік у селі зазначена тридільна церква із широкою навою. На її місці у 1876 році збудована нова дерев’яна церква св. о. Николая, котра належала до парафії Криве Затварницького деканату (з 1924 р. — Лютовиського), до якої також належала філія в селі Гільське. Розміри останнього храму: притвор - 4,5 х4,5 м, нава - 6,5х6,5 м, вівтар - 4 х 4 м. Знищена після 1945 року.

## Сучасність

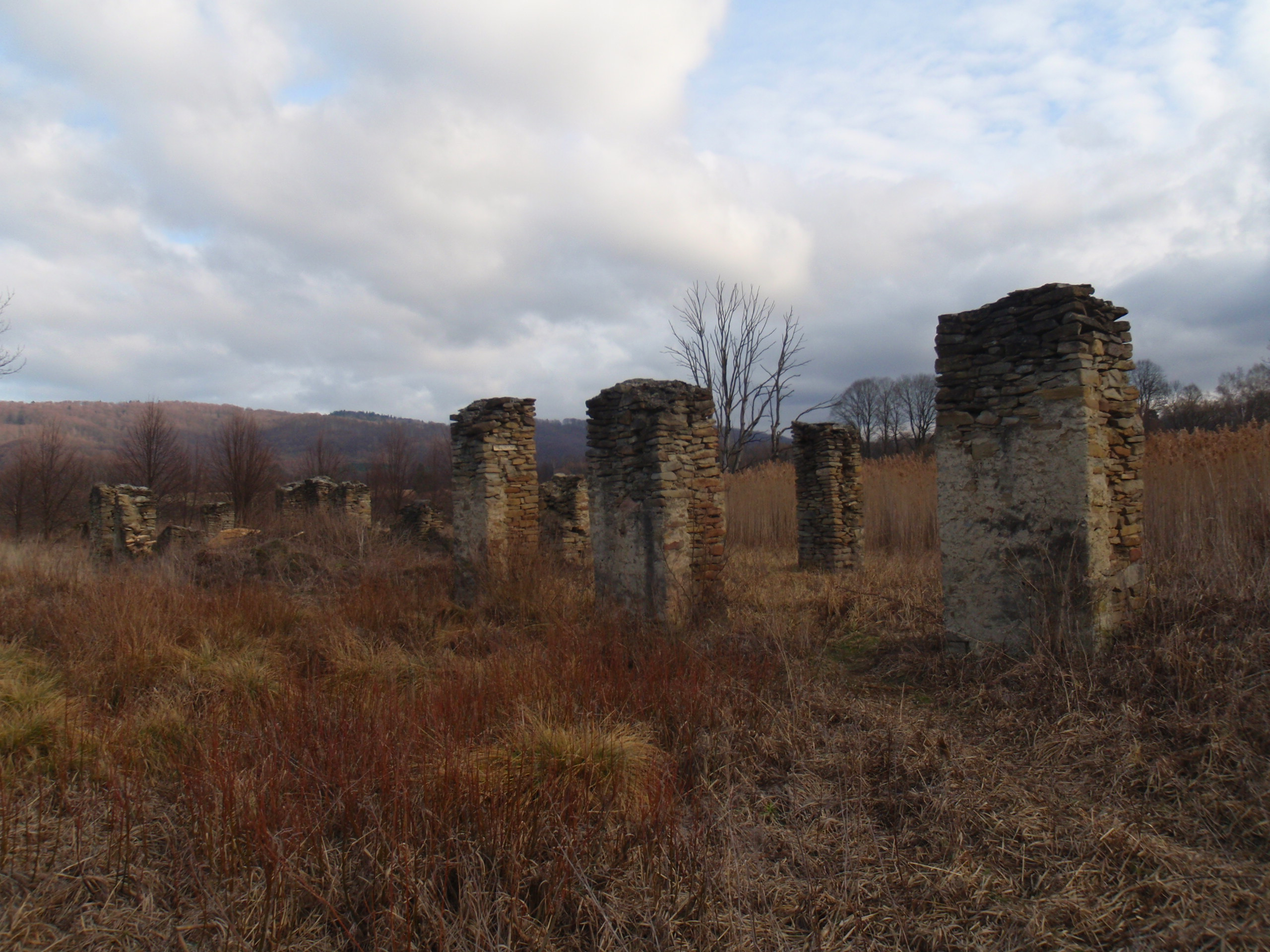
Руїни стодоли фільварку

Зараз залишаються щораз слабші сліди забудови села і підмурівку церкви святого Миколая з 1876 року та руїн дзвіниці. Поряд є крипта з решток каплиці, збудованої в 1893 році Вінцентом Ленцьким. Також є сліди будівель фільварку: фундаменти двору, стовпи стодоли і алея, засаджена ясенами, липами і в'язами.